# Rua Guaicurus (São Paulo)
A Rua Guaicurus é uma grande rua no bairro da Água Branca, distrito da Lapa. É uma das principais vias da região da Lapa e também uma das mais antigas.
Seus CEP são 05033-000, 05033-001 05033-002 e 05033-970 (o último exclusivo da unidade dos Correios). É alternativa à Rua Clélia que corre apenas sentido centro, já que a rua Guaicurus vai apenas sentido bairro. Juntas, constituem parte de uma espécie de corredor urbano, que corre principalmente para a região noroeste da cidade.
A rua é muito movimentada e possui diversos pontos de interesse. Na rua, estão localizados o Poupatempo da Lapa, a sede da Subprefeitura da Lapa, o acesso à estação Lapa-Senac da Linha 8–Diamante do Trem Metropolitano de São Paulo, um dos acessos ao Terminal Lapa da SPtrans, o Instituto de Medicina Física e Reabilitação do Hospital das Clínicas de São Paulo, o centro cultural Tendal da Lapa, o Shopping Center Lapa, além de muito comércio.
Começa na Praça dos Inconfidentes, onde se encontra com as ruas Faustolo e Venâncio Aires e a Avenida Santa Marina. Termina na Praça Melvim Jones, onde também está localizado o Mercado Municipal da Lapa, convergindo com as ruas John Harisson, Trajano, Nossa Sra. da Lapa, Conrado Moreschi, Dr. Cincinato Pomponet, Ema Angelo Murari e o Viaduto Comendador Elias Nagib Breim. Essa praça e seu entorno é considerada o maior centro comercial da Lapa.

## Cruzamentos
- Rua Venâncio Aires
- Avenida Santa Marina
- Rua Sabaúna
- Rua Menfis
- Rua Tibério
- Rua Crasso
- Rua Carijós
- Rua Cláudio
- Rua Duílio
- Rua Caio Graco
- Rua do Curtume
- Rua Vespasiano
- Rua Morais e Silva
- Rua Espártaco
- Rua Constança
- Rua Aurélia
- Rua Scipião
- Rua Catão
- Viela Ema Angelo Murari